# Marian Gierula
Marian Mikołaj Gierula (ur. 11 sierpnia 1955 w Bielsku-Białej, zm. 21 kwietnia 2020) – polski medioznawca, doktor habilitowany nauk humanistycznych, profesor nadzwyczajny Instytutu Dziennikarstwa i Komunikacji Medialnej Wydziału Nauk Społecznych Uniwersytetu Śląskiego.

## Życiorys
W 1979 ukończył studia na Wydziale Nauk Społecznych Uniwersytetu Śląskiego. W 1980 rozpoczął pracę na macierzystej uczelni, w Zakładzie Dziennikarstwa (kierował nim w latach 2003-2019). W 1988 uzyskał na UŚ stopień doktora. Habilitował się w 2001 roku na Rostowskim Państwowym Uniwersytecie (Rosja), na podstawie pracy Polska prasa lokalna 1989—2000. Typologia i społeczne funkcjonowanie napisanej w oryginale w języku rosyjskim.
Poza Uniwersytetem Śląskim wykładał także m.in. w Wyższej Szkole Humanitas w Sosnowcu (był redaktorem naczelnym wydawanego na tej uczelni czasopisma naukowego „Rocznik Prasoznawczy”). W pracy badawczej zajmował się prasą lokalną w Polsce i na świecie oraz procesami transformacji systemów medialnych w Polsce, Rosji i obszarze postradzieckim.
Był członkiem Komisji Medioznawczej Polskiej Akademii Umiejętności.
Zmarł 21 kwietnia 2020 roku, w wieku 64 lat.